# Gornje Karačevo
Karaçevë e Epërme en albanais et Gornje Karačevo en serbe latin (en serbe cyrillique : Горње Карачево) est une localité du Kosovo située dans la commune/municipalité de Kamenicë/Kosovska Kamenica, district de Gjilan/Gnjilane (Kosovo) ou district de Kosovo-Pomoravlje (Serbie). Selon le recensement kosovar de 2011, elle compte 1 413 habitants, dont une majorité d'Albanais.

## Histoire
Sur le territoire du village se trouve le site archéologique d'Ordine, dont les vestiges remontent à la période romaine ; mentionné par l'Académie serbe des sciences et des arts, il est inscrit sur la liste des monuments culturels du Kosovo.

## Démographie

### Évolution historique de la population dans la localité
| 1948 | 1953 | 1961  | 1971  | 1981  | 1991  | 2011  |
| ---- | ---- | ----- | ----- | ----- | ----- | ----- |
| 923  | 944  | 1 013 | 1 153 | 1 327 | 1 452 | 1 413 |

|  |